# I ragazzi di via Panisperna
I ragazzi di via Panisperna é um filme teuto-italiano de 1988, do gênero drama biográfico, dirigido por Gianni Amelio. 
A história é inspirada em  fatos reais e se passa nos anos 1930, quando, no Instituto de Física da Universidade de Roma La Sapienza, situado na via Panisperna, o físico Enrico Fermi forma com outros jovens cientistas - Emilio, Bruno, Edoardo e Ettore) - um grupo de trabalho dedicado a atividades de pesquisa científica, que realizará grandes descobertas no campo da física nuclear. Esse grupo ficaria conhecido como "Os rapazes da via Panisperna".